# Forum Blech
Forum Blech ist ein Fach-, Branchen- und Berufsverband der blechbearbeitenden Industrie. Das Forum Blech bezweckt die Förderung der technischen und wissenschaftlichen Entwicklung der Verarbeitung von Blech und des Metallbaues in der Schweiz. Angeschlossen sind Firmen sowie Branchen- und Fachorganisationen der Schweiz und des Fürstentums Liechtenstein.

## Geschichte
Schwerpunktmässig richtet sich die Forum-Blech-Verbandspolitik nach den Bedürfnissen der Blechbranche, seien dies Zulieferer, Hersteller eigener Produkte oder Dienstleister.
Der Verband wurde 1993 gegründet; erster Präsident war Peter Schaufelberger. Forum Blech präsentiert sich regelmässig an Fachmessen. Im März 2019 fand erstmals die Ausstellung «Ble.ch» in der Messe Bern statt.
Das Forum Blech wird seit 2013 von Christian Stein, Niederönz, präsidiert. Das Verbandssekretariat befindet sich in Hildisrieden.

## Organisation
Der Verband Forum Blech ist eine eigenständige, nationale Organisation und ist der Swissmechanic Schweiz in Weinfelden (TG) angeschlossen.
Das Forum Blech führt folgende Fachkommissionen:
- Politik und Wirtschaft (Interessensvertretung und Dienstleistungen)
- SWLC (Fachkommission Schweizerischer Wasser- und Laserstrahlschneide-Unternehmen)[3]
- Berufsbildung (berufliche Grundbildung Produktionsmechaniker EFZ und Anlagen- und Apparatebauer EFZ[4])
- Akademy (Weiterbildung)

## Mitgliedsfirmen
Insgesamt vertritt das Forum Blech rund 120 Mitgliederfirmen, und es arbeitet mit Partnern wie dem IFU (Institut für Umformtechnik), der Hochschule Luzern und der Fachhochschule Nordwestschweiz zusammen.